# Пам'ятки Казанківського району
У Казанківському районі Миколаївської області на обліку перебуває 12 пам'ятки архітектури, 48 — історії та 3 — монументального мистецтва (усі — організаторам червоного терору).

## Пам'ятки архітектури
| №п/п | Охоронний номер | Найменування пам'ятки | Адреса                             | Рік                           | Автор         | Фото |
| ---- | --------------- | --------------------- | ---------------------------------- | ----------------------------- | ------------- | ---- |
| 1.   |                 | Залізнична станція    | Смт Казанка,                       | 1906                          | О. І. Тищенко |      |
| 2.   |                 | Пекарня               | Смт Казанка, вул. Миру             | Кінець XIX ст.                | О. І. Тищенко |      |
| 3.   |                 | Земська лікарня       | Село Володимирівка, вул. Радянська | початок ХХ ст.                | О. І. Тищенко |      |
| 4.   |                 | Земський будинок-1    | Село Володимирівка, вул. Радянська | Кінець XIX ст. початок ХХ ст. | О. І. Тищенко |      |
| 5.   |                 | Земський будинок-2    | Село Володимирівка, вул. Радянська | кінець XIX ст.                | О. І. Тищенко |      |
| 6.   |                 | Земський будинок-3    | Село Володимирівка, вул. Радянська | кінець XIX ст.                | О. І. Тищенко |      |
| 7.   |                 | Земський будинок-4    | Село Володимирівка, вул. Радянська | II пол. XIX кінець XIX ст.    | О. І. Тищенко |      |
| 8.   |                 | Земський будинок-5    | Село Володимирівка, вул. Радянська | кінець XIX ст.                | О. І. Тищенко |      |
| 9.   |                 | Земський будинок-6    | Село Володимирівка, вул. Радянська | II пол. XIX кінець XIX ст.    | О. І. Тищенко |      |
| 10.  |                 | Парафіяльна школа     | Село Володимирівка, вул. Радянська | 1862                          | О. І. Тищенко |      |
| 11.  |                 | Земська школа         | Село Михайлівна                    | кінець XIX початок ХХ ст.     | О. І. Тищенко |      |
| 12.  |                 | Садибний будинок      | Село Новоскелеватка                | 1900                          | О. І. Тищенко |      |
|      |                 |                       |                                    |                               |               |      |

## Пам'ятки історії
| №п/п | Охоронний номер | Найменування пам'ятки | Адреса                                                                         | Рік             | Автор                                     | Фото |
| ---- | --------------- | --- | ------------------------------------------------------------------------------ | --------------- | ----------------------------------------- | ---- |
| 1.   | 1532            | Меморіальний комплекс — Братська могила радянських воїнів (28 чоловік); — Братська могила радянських воїнів (кількість і прізвища не встановлено); — Пам'ятний знак на честь воїнів-земляків, загиблих у роки ВВВ. | Смт Казанка, вул. Миру, біля ЗОШ № 2                                           | 1967            |                                           |      |
| 2.   | 1019            | Могила радянського воїна, майора Отаріна М. Є. | Смт Казанка, вул. Миру                                                         | 1977            |                                           |      |
| 3.   | 1020            | Пам'ятник на честь Березнегувато-Снігурівської операції (танк) | Смт Казанка, вул. Миру                                                         | 1972            | арх. Крайцеров, Теляшева                  |      |
| 4.   | 1018            | Братська могила радянських воїнів (44 чоловіки) та пам'ятний знак на честь воїнів-земляків, загиблих у роки ВВВ.                                                                                                   | Смт Казанка                                                                    | 1965            |                                           |      |
| 5.   | 399             | Пам'ятний знак на честь воїнів-земляків, загиблих у роки ВВВ. | Смт Казанка                                                                    | 1967            | ск. В. Перш                               |      |
| 6.   | 400             | Братська могила радянських воїнів (5 чоловік) та пам'ятний знак на честь воїнів-земляків, загиблих у роки ВВВ. | Селище Казанка, станція Залізнична (Веселобалківська с/р)                      | 1968            |                                           |      |
| 7.   | 1469            | Братська могила радянських воїнів (50 чоловік). | Село Андріївка, східна околиця села                                            | 1969            |                                           |      |
| 8.   | 1470            | Могила радянських воїнів (кількість та прізвища невідомі). | Село Бурячки, кладовище                                                        | 1957            |                                           |      |
| 9.   | 394             | Пам'ятний знак на честь воїнів-земляків, загиблих у роки ВВВ. | Село Великоолександрівка, південна околиця села, траса Одеса — Дніпропетровськ | 1969            | ск. В. Перш                               |      |
| 10.  | 1014            | Пам'ятний знак на честь воїнів-земляків, загиблих у роки ВВВ. | Село Весела Балка, центр села                                                  | 1969            |                                           |      |
| 11.  | 1464            | Могила радянських воїнів (кількість та прізвища невідомі). | Село Волна, кладовище                                                          | 1980            |                                           |      |
| 12.  | 395             | Меморіальний комплекс — Братська могила радянських воїнів (10 чоловік); — Пам'ятний знак на честь воїнів-земляків, загиблих у роки ВВВ. — Могила командира партизанського загону Седнева Г. М.                     | Село Володимирівка, біля будинку культури                                      | 1968, рек. 1983 |                                           |      |
| 13.  | 396             | Могила радянських воїнів (15 чоловік). | Село Володимирівка, біля школи-інтернату                                       | 1965            |                                           |      |
| 14.  | 1016            | Пам'ятний знак на честь Березнегувато-Снігурівській операції. | Село Володимирівка, при в'їзді до села                                         | 1976            | скульптор О. Коптєв, архітектор В. Купцов |      |
| 15.  | 1413            | Пам'ятний знак на честь воїнів-земляків, загиблих у роки ВВВ. | Село Дмитрівка, центр села                                                     | 1980            |                                           |      |
| 16.  | 398             | Братська могила радянських воїнів (11 чоловік) | Село Дмитро-Білівка, центр села                                                | 1965            |                                           |      |
| 17.  | _               | Братська могила жертв фашизму на місці розстрілу. | Село Жовтень, околиця села                                                     | 1980            |                                           |      |
| 18.  | 1466            | Братські могили радянських воїнів (34 чоловіки) | Село Зоря, центральна вулиця села                                              | 1955            |                                           |      |
| 19.  | 401             | Меморіальний комплекс — Братська могила радянських воїнів (30 чоловік); — Пам'ятний знак на честь воїнів-земляків, загиблих у роки ВВВ.                                                                            | Село Каширівка, біля будинку культури                                          | 1955, рек. 1980 |                                           |      |
| 20.  | 402             | Пам'ятне місце — місце останнього бою командира партизанського загону Седнєва Г. М. | Село Лагодівка, при в'їзді до села                                             | 1965            |                                           |      |
| 21.  | 403             | Братська могила радянських воїнів (28 чоловік); | Село Лагодівка, центр села, біля сільського клубу                              | 1957            |                                           |      |
| 22.  | 1022            | Братська могила радянських воїнів (28 чол.); | Селище Лісове, парк                                                            | 1975            |                                           |      |
| 23.  | _               | Могила Невідомого солдата, який загинув при визволенні села в березні 1944 року. | Село Лозове, Сільське кладовище                                                | 1950            |                                           |      |
| 24.  | 1023            | Могила радянського воїна гв. рядового В. А. Лисечко, який загинув при визволенні с. Матроно-Василівка. | Село Матроно-Василівка. Сільське кладовище                                     | 1974            |                                           |      |
| 25.  | 1469            | Пам'ятник на честь розстріляних німецькими інтервентами у 1918 році членів ревкому Сироїжки С. Т., Озерова О. С., Янковського С. І.                                                                                | Село Миколаївка, центр села, біля сільського будинку культури                  | 1967            |                                           |      |
| 26.  | 405             | Братська могила радянських воїнів (35 чол.) та пам'ятний знак на честь воїнів-земляків, загиблих у роки ВВВ. | Село Миколаївка, біля будинку сільської ради                                   | 1970            |                                           |      |
| 27.  | 404             | Братська могила радянських воїнів (19 чол.)та Пам'ятний знак на честь воїнів-земляків, загиблих у роки ВВВ. | Село Миколо-Гулак, центр села, біля сільської ради                             | 1974            |                                           |      |
| 28.  | 1024            | Братська могила радянських воїнів (18 чол.) та пам'ятний знак на честь воїнів-земляків, загиблих у роки ВВВ. | Село Михайлівка, центр села, біля сільського будинку культури                  | 1971            |                                           |      |
| 29.  | 1026            | Братська могила радянських воїнів (16 чоловік), які загинули при визволенні села Новоблакитне в 1944 році | Село Новоблакитне, центральна вулиця                                           | 1960            |                                           |      |
| 30.  | 1027            | Братська могила радянських воїнів (17 чоловік), які загинули при визволенні села Нововолодимирівка в 1944 році | Село Нововолодимирівка, Західна частина села                                   | 1952            |                                           |      |
| 31.  | 1028            | Пам'ятний знак на честь воїнів-земляків, загиблих у роки ВВВ. | Селище Новоданилівка, Центральна вулиця                                        | 1970            | ск. К. Кошкін, арх. А. Гладков            |      |
| 32.  | 407             | Пам'ятний знак на честь воїнів-земляків, загиблих у роки ВВВ. | Селище Новоданилівка, вул. Молодіжна                                           | 1973            | ск. К. Кошкін, арх. А. Гладков            |      |
| 33.  | 1036            | Пам'ятник Герою Радянського Союзу, майору Вишневецькому К. Г. | Селище Новоданилівка, вул. Молодіжна                                           | 1973            | ск. К. Кошкін, арх. А. Гладков            |      |
| 34.  | 1029            | Братська могила радянських воїнів (4 чол.) які загинули при визволенні села Новолазарівка в 1944 році та Пам'ятний знак на честь воїнів-земляків, загиблих у роки ВВВ.                                             | Село Новолазарівка, центр села                                                 | 1946            |                                           |      |
| 35.  | 1025            | Братська могила мирних жителів, розстріляних фашистськими окупантами. | Село Новоолександрівка, Біля маназину                                          | 1973            |                                           |      |
| 36.  | 1030            | Меморіальний комплекс — Братська могила радянських воїнів (3 чол.) ; — могила невідомого радянського воїна; — Пам'ятний знак на честь воїнів-земляків, загиблих у роки ВВВ.                                        | Село Новофедорівка, центр села                                                 | 1974            |                                           |      |
| 37.  | _               | Братська могила червоноармійців(кількість та прізвища не відомі); | Село Олександрівка, Сільське кладовище                                         | 1975            |                                           |      |
| 38.  | _               | Братська могила радянських воїнів (18 чоловік), які загинули при визволенні села Олександрівка в 1944 році | Село Олександрівка, Сільське кладовище                                         | 1975            | визволенні                                |      |
| 39.  | 408             | Пам'ятний знак на честь воїнів-земляків, загиблих у роки ВВВ. | Село Олександрівка, Біля сільської ради                                        | 1946            |                                           |      |
| 40.  | 1471            | Могила Невідомого солдата, який загинув при обороні села у березні 1944 року. | Село Павлівка, Сільське кладовище                                              | 1975            |                                           |      |
| 41.  | 1031            | Братська могила радянських воїнів (45 чрл.) та пам'ятний знак на честь воїнів-земляків, загиблих у роки ВВВ. | Село Скобелеве, Центр села                                                     | 1974            |                                           |      |
| 42.  | _               | Братська могила червоноармійців (кількість та прізвища невід.); | Село Троїцько-Сафонове, Сільське кладовище                                     | 1967            |                                           |      |
| 43.  | 410             | Пам'ятний знак на честь воїнів-земляків, загиблих у роки ВВВ. | Село Троїцько-Сафонове, Біля школи                                             | 1967            |                                           |      |
| 44.  | 411             | Братська могила радянських воїнів (32 чол.), які загинули при визволенні села Троїцько-Сафонове в 1944 році | Село Троїцько-Сафонове, Біля сільської ради                                    | 1954            |                                           |      |
| 45.  | 1032            | Пам'ятний знак на честь початку Березнегувато-Снігурівської операції (6—18 березня 1944 р.) | Село Троїцько-Сафонове, при в'їзді в село, Північна частина села               | 1976            |                                           |      |
| 46.  | 412             | Братська могила радянських воїнів (4 чол.), які загинули при визволенні села Чабанка в 1944 році | Село Чабанка, Східна околиця села, Село нежиле                                 | 1975            |                                           |      |
| 47.  | 1473            | Пам'ятний знак на честь воїнів-земляків, загиблих у роки ВВВ. | Село Червона Знам'янка, при в'їзді в село, Центральна вулиця                   | 1980            |                                           |      |
| 48.  | 413             | Могила партизана Огнєвого Б., якого закатували румунські окупанти в 1944 році | Село Червона Знам'янка, Сільське кладовище                                     | 1944            |                                           |      |
|      |                 | |                                                                                |                 |                                           |      |

## Пам'ятки монументального мистецтва
| №п/п | Охоронний номер | Найменування пам'ятки          | Адреса                   | Рік  | Автор            | Фото |
| ---- | --------------- | ------------------------------ | ------------------------ | ---- | ---------------- | ---- |
| 1.   | 417             | Пам'ятник В. І. Леніну ;       | Смт Казанка, вул. Леніна | 1970 |                  |      |
| 2.   | 418             | Пам'ятник В. І. Леніну ;       | Смт Казанка, вул. Миру   | 1950 | ск. М. Манізер   |      |
| 3.   | 1035            | Пам'ятник Ф. Е. Дзержинському; | Село Каширівка           | 1975 | ск. К. Г. Кошкін |      |
|      |                 |                                |                          |      |                  |      |